# Pachylasma giganteum
Pachylasma giganteum is een zeepokkensoort uit de familie van de Pachylasmatidae. De wetenschappelijke naam van de soort is voor het eerst geldig gepubliceerd in 1836 door Philippi.